# Palinuri Promontorium
Palinuri Promontorium (grec antic: Παλίνουρος ἀκρωτήριον) és un promontori de la costa de Lucània a la mar Tirrena situat entre Vèlia i Buxentum. El port de Palinurus es trobava en aquest cap, un port petit però ben resguardat. El seu nom era degut al pilot de la nau d'Enees, Palinur, que va ser enterrat suposadament en aquest lloc. Servi Maure Honorat diu que els lucans, probablement els ciutadans de Vèlia, van pagar l'enterrament de l'heroi, i li van dedicar un cenotafi i un bosc sagrat prop de la seva ciutat.
El cap separava el golf de Posidònia de la badia de Laüs. Unes ruïnes que es conserven al lloc són conegudes com la tomba de Palinur. El seu nom modern es Capo Palinuro i popularment Palonudo.
Degut a la seva situació el lloc estava exposat a greus tempestes, i així l'any 253 aC la flota romana dirigida pels cònsols Gneu Servili Cepió i Gai Semproni Bles, van naufragar a la zona en tornar d'Àfrica i van perdre 150 vaixells amb tot el botí que duien a bord.
L'any 36 aC una part de la flota d'August es va voler refugiar d'una tempestat a Vèlia i moltes naus van naufragar al cap Palinurus.